# EN-Geleitzüge
EN-Geleitzüge waren militärisch gesicherte, regelmäßig verkehrende Handelsschiffskonvois. Sie fuhren während des Zweiten Weltkrieges  in Großbritannien zwischen dem schottischen Methil an der Ostküste und Oban an der Westküste. Später endeten die Geleitzüge meistens in Loch Ewe, einige auch im nordirischen Belfast.

## Organisation
Die EN-Geleitzugsserie verband den ostschottischen Hafen von Methil (Lage) mit dem westschottischen Oban (Lage). Die durchschnittliche Fahrtzeit betrug vier Tage. Die Konvois fuhren anfangs unregelmäßig alle 4 bis 13 Tage ab, je nachdem wie viele Schiffsladungen  bereitstanden. Die Nummerierung begann im August 1940 mit EN 1 und endet im April 1941 vorläufig mit EN 95. Nach einer Pause wurde im November 1941 die Serie mit EN 1 erneut aufgenommen und mit EN 493 im Mai 1945 beendet. Insgesamt 14 Konvois wurden abgesagt, wobei ihre Nummer nicht neu vergeben wurde. Nach der Wiederaufnahme fuhren die Konvois alle ein bis vier Tage in Methil ab. Ab EN 100 war das Ziel des Konvois Loch Ewe (Lage). Im Jahr 1945 fuhren sieben EN-Geleitzüge auch ins nordirische Belfast (Lage). Nur wenige wurden auf ihrer Fahrt von kleinen Geleitschiffen eskortiert.

## Geleitzüge
Die EN-Geleitzugsserie startete am 2. August 1940 mit EN 1, als das norwegische Frachtschiff Korsfjord den Hafen von Methil an der schottischen Ostküste verließ. Das Ziel Oban wurde am 5. August 1940 erreicht. Dieser erste EN Geleitzug wurde nicht durch Sicherungsschiffe begleitet.
Beim ersten erfolgreichen Angriff auf einen EN-Geleitzug versenkten Heinkel He 115 der Küstenfliegergruppe 706 am 11. November 1940 aus EN 23 zwei Frachtschiffe und beschädigten ein weiteres.
Erst am 7. Mai 1945 gelang es wieder Schiffe zu versenken. U 2336, unter Kapitänleutnant Emil Klusmeier, sichtete den aus fünf Frachtschiffen bestehenden EN 491 und versenkte die Avondale Park (Lage) und die Sneland I (Lage) mit je einem Torpedo. Dies war gleichzeitig die letzte Versenkung durch ein deutsches U-Boot im Zweiten Weltkrieg.
Insgesamt wurden 10.381 Schiffsladungen in 595 EN-Geleitzügen transportiert. Davon wurden vier Schiffsladungen versenkt.
Nachfolgend sind alle EN-Geleitzüge aufgeführt, die mindestens einen feindbedingten Verlust der Schiffsladung hatten. Die Verluste wurden verursacht durch U-Boote und Flugzeuge. Nicht mit eingerechnet sind Verluste durch Kollisionen, Wetter, britische Seeminen oder Bedienungsfehler der Schiffsbesatzungen.
| Geleitzug | Abfahrt           | Ankunft           | Schiffsladungen | Versenkte Schiffsladungen | BRT  |
| --------- | ----------------- | ----------------- | --------------- | ------------------------- | ---- |
| EN 23     | 11. November 1940 | 16. November 1940 | 11              | 2                         | 8594 |
| EN 491    | 7. Mai 1945       | 9. Mai 1945       | 5               | 2                         | 4669 |